# Frederik Reinhard Crommelin
Mr. Frederik Reinhard Crommelin ('s-Gravenhage, 17 januari 1910 − Holten, 6 april 1983) was een Nederlands burgemeester.

## Biografie
Crommelin was een lid van de familie Crommelin en een zoon van mr. dr. Adam Crommelin (1879-1964) en Margaretha Olowina van der Mersch (1880-1959). In 1938 trouwde hij met  Melline Jeannette Lucie Constantia Sichterman (1913-2006) met wie hij drie kinderen kreeg. In 1940 werd hij benoemd tot burgemeester van Stad en van Ambt Vollenhove, om in 1942 burgemeester van Vollenhove te worden (tot 1944). Nadat Pieter Klaas Roege, burgemeester van Wanneperveen, eind 1943 was doodgeschoten was Crommelin tevens enige tijd waarnemend burgemeester van die gemeente. Na de bevrijding in 1945 keerde hij terug als burgemeester van Vollenhove. In 1950 volgde zijn benoeming tot burgemeester van Hellendoorn, welke functie hij tot zijn pensioen in 1975 zou bekleden.